# La creación de las aves
La creación de las aves es una obra pictórica de estilo surrealista de la artista española Remedios Varo realizada en el año 1957. Actualmente se encuentra en el Museo de Arte Moderno de México, en la Ciudad de México.

## Autora
Remedios Varo nació en Anglés, lugar con cierto misticismo que acompañó a la artista durante toda su vida y fue parte de su inspiración. Fue exiliada de su país en 1941 a causa de la Segunda Guerra Mundial, nacionalizándose mexicana años después que fue donde residió hasta su muerte y en el cual realizó la mayoría de sus obras principales.
Varo, aparte de la pintura, compartía intereses con los temas esotéricos, místicos, de ciencia o magia, los cuales siempre están representados en sus obras cargadas de imaginación surrealista. Muchos maestros surrealistas, hablan de cómo la iconografía que usa Varo, permite sentir y ver estos mundos fantásticos, imágenes de sueños, un misticismo trasladado al siglo XX.
Artesana de la pintura, es como se ha llamado a Varo pues pone empeño en cada detalle de los elementos que se reflejan en sus obras.

Debido a su exilio, Remedios Varo no es muy conocida en España como lo es en México, su país de adopción, aunque junto con Frida Khalo y Leonora Carrignton (artista británica), representan el poder y el éxito del arte hecho por mujeres sobre todo en el país mexicano.
La obra de Varo está influenciada por su vida: una vida llena de viajes y emigraciones, desde nacer en Gerona (España), a instalarse finalmente en México huyendo de la guerra, pasando por ser una de las primeras mujeres en estudiar en la Real Academia de Bellas Artes de San Fernando de Madrid y codearse con Dalí y Lorca, por formar parte del grupo surrealista Logicofobista en Barcelona junto a artistas de la talla de Maruja Mallo, un periodo en Francia junto a André Bretón, Max Ernst, Joan Miró, Dora Maar y una amistad que cambiaría el rumbo de su pintura: Leonora Carrington.

## Composición
La obra de Remedios Varo titulada La creación de las aves es una pintura de estilo surrealista considerada un autorretrato con gran carga simbólica y mística donde se observa la ciencia, la alquimia y la magia conviviendo entre sí para ser parte de la representación del proceso creativo que lleva la autora en cada una de sus obras. La pieza está realizada con óleo sobre lienzo.
La obra muestra, como personaje principal, a la autora transformada en una lechuza, aunque existe la teoría de que se trata de un disfraz debido a que cuenta con cuerpo de lechuza, pero pies de humana. Esta mujer ave está representada de una forma alargada, como en las demás obras de Varo, con un collar del cual cuelga un instrumento musical (violín), y de donde sale un hilo para unirse al pincel que sostiene en la mano y pinta a las aves. Estas aves cobran vida una vez que la artista ha pasado sobre ellas la lupa triangular que se encuentra en su otra mano activada a causa de la luz exterior.
Posteriormente vemos que en la mesa también se encuentra representada una paleta con 3 colores: rojo, azul y amarillo, pintura que sale por medio de un instrumento de aspecto científico que se encuentra conectado con el exterior del cuarto donde se encuentra la mujer ave.
La obra en general presenta colores y tonalidades cálidas: amarillo, café, ocre, verde; todos con cierto aspecto terroso.  